# 克里沃里濟凱
48°4′50″N 35°52′29″E / 48.08056°N 35.87472°E
克里沃里濟凱（羅馬化：Kryvorizke）是烏克蘭的村落，位於該國中部第聶伯羅彼得羅夫斯克州，由瓦西利基夫卡區負責管轄，分別距離卡普利斯季夫卡0.5公里和別列斯托韋1.5公里，2001年人口54。